# Võrové
Võrové (võrusky võrokõsõq [vɤrokɤsəʔ], estonsky võrukesed) jsou obyvatelé historické země Võrumaa (Vana Võromaa), regionu v jihovýchodním Estonsku (kraje Võrumaa a Põlvamaa s částmi zasahujích do krajů Valgamaa a Tartumaa). Pojem je zejména používán zastánci regionální identity.
V historické Võrumaa žije zhruba 70 000 lidí. Mnoho z nich se označují za Võry, ačkoliv žijí mimo tuto oblast, většinou v Tartu nebo Tallinnu.